# Lazharia
Lazharia (în arabă الازھرية) este o comună din provincia Tissemsilt, Algeria.
Populația comunei este de 8.071 de locuitori (2008).